# Tonciu (okręg Bistrița-Năsăud)
Tonciu (węg. Tacs) – wieś w Rumunii, w okręgu Bistrița-Năsăud, w gminie Galații Bistriței. W 2011 roku liczyła 214 mieszkańców.